# Odontocera dispar
Odontocera dispar är en skalbaggsart som beskrevs av Bates 1870. Odontocera dispar ingår i släktet Odontocera och familjen långhorningar.
Artens utbredningsområde är Panama. Inga underarter finns listade i Catalogue of Life.